# Stadtbahn (Germania)

Il logo usato dalla maggior parte delle reti Stadtbahn

Con il termine Stadtbahn (letteralmente "ferrovia urbana") si intende il sistema di trasporto pubblico di tipo tranviario ma con caratteristiche metrotranviarie presente e sviluppatosi in Germania. Le Stadtbahn, pur rimanendo infrastrutture tranviarie, per le capacità di trasporto e per il servizio svolto, rappresentano l'evoluzione delle tranvie verso le metropolitane leggere.

## Il caso della Germania

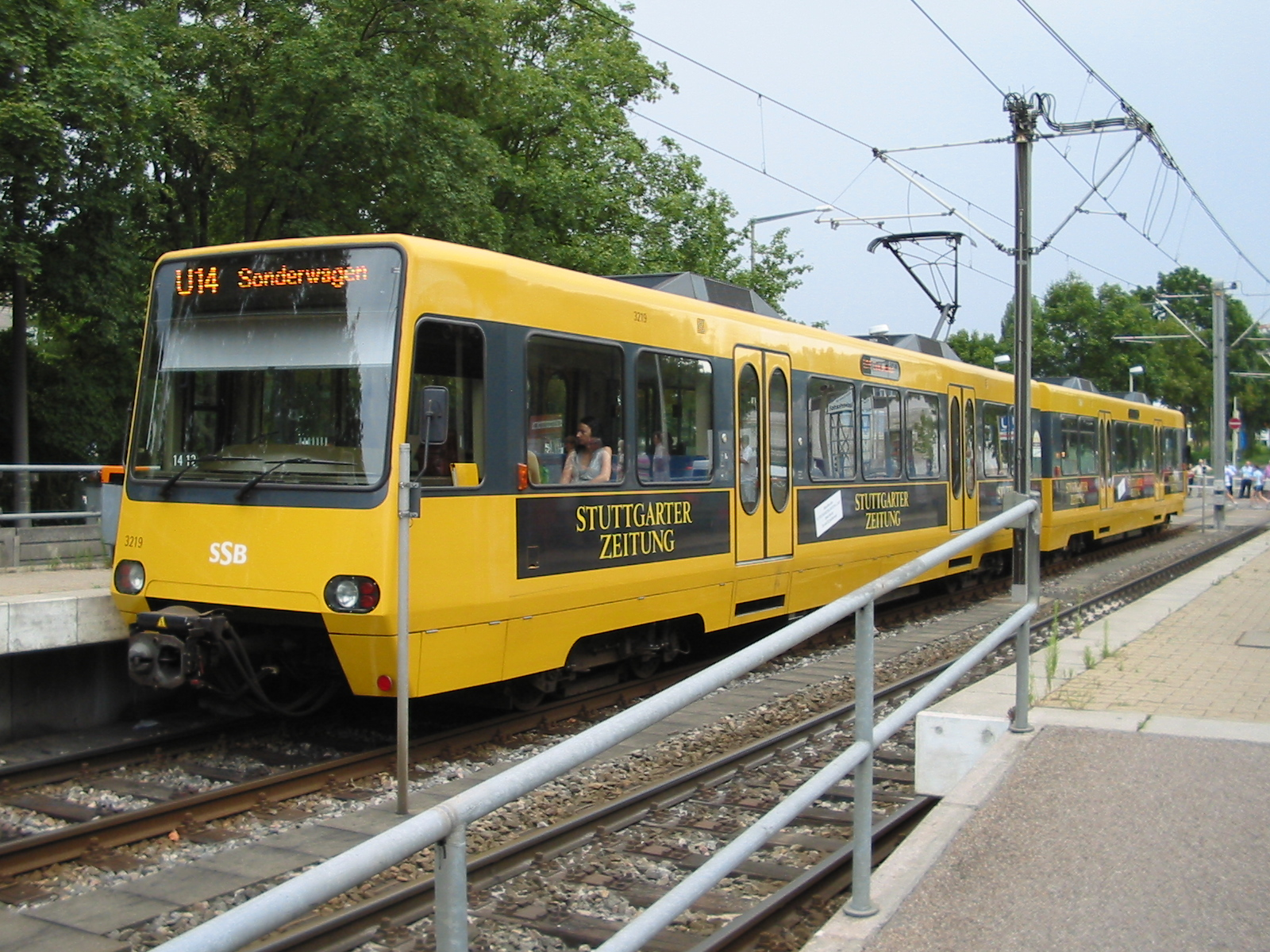
Stadtbahn di Stoccarda

Nel caso della Germania è notevolmente difficile operare una distinzione netta dei vari sistemi di trasporto su ferro urbano e suburbano; trattandosi dello Stato europeo occidentale che ha conservato nel secondo dopoguerra il maggior numero di tranvie e ferrovie, è anche quello nel quale la modernizzazione delle reti iniziata già negli anni settanta ha portato alla ibridazione dei sistemi coinvolgendo ferrovie a basso traffico e tranvie urbane e suburbane con la costruzione di metropolitane e ferrovie di nuova concezione.
In Germania la differenziazione e la quantità di mezzi di trasporto nelle aree urbane e suburbane è nettamente superiore a quella italiana e le normative in vigore presentano una maggiore flessibilità nell'esercizio pratico; ciò ha costituito la base per uno sviluppo oltre che precoce anche molto vario. Una statistica che riguarda l'area urbana di Düsseldorf riporta le seguenti velocità medie:
- Tram 17 km/h
- Autobus urbani 20 km/h
- Autobus interurbani 25 km/h
- Stadtbahn 29 km/h
- S-Bahn 39 km/h
- Treni regionali 60 km/h
- Treni regio-express 99 km/h

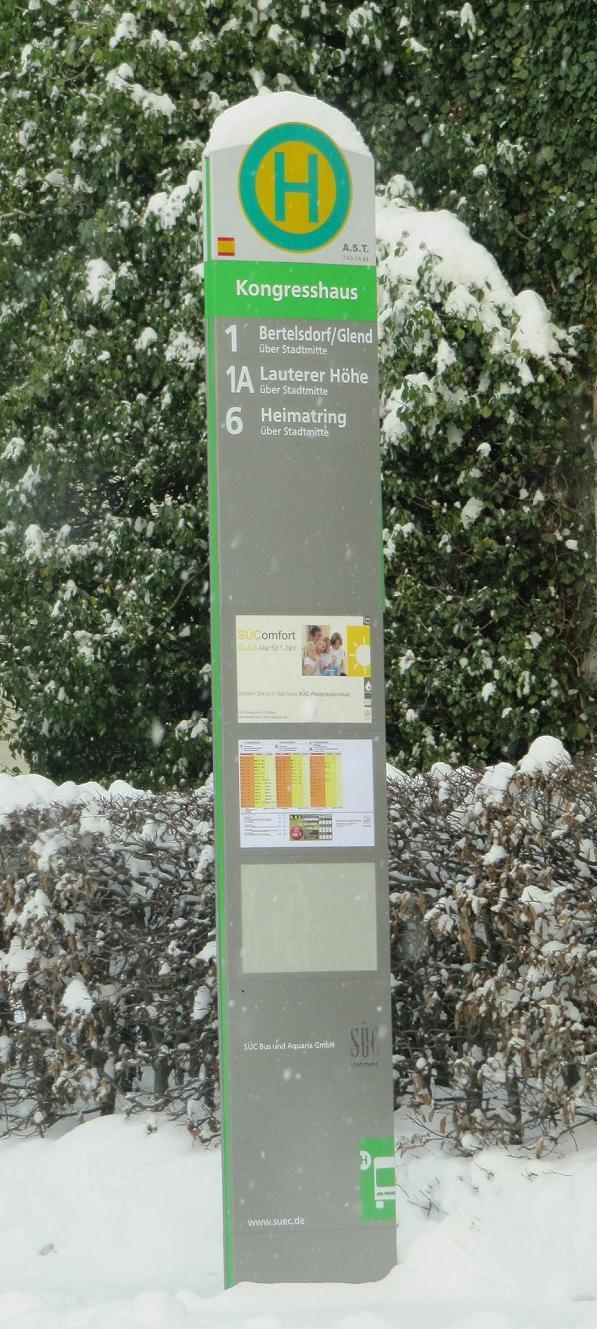
Cartello di fermata di superficie - colonnina con orari ed informazioni

Sostanzialmente rimangono definite reti tranviarie anche quelle che sono state allungate con la costruzione di gallerie o di ulteriori tratti. Tratti più grandi di ferrovie metropolitane di prima generazione si trovano ad Hannover, Colonia, Stoccarda e Francoforte sul Meno. Ad Hannover il cambio dalla tranvia classica è stato definito a partire dal 1996, a Stoccarda questo accadrà dal 2010. Francoforte ha un'ulteriore rete tranviaria oltre alle linee migliorate. La rete tranviaria progettata negli anni '60 e '70 nel bacino della Ruhr dovrebbe dopo l'adeguamento finale diventare una metropolitana leggera senza incroci e a scartamento normale. L'elaborazione a lungo termine, cambiamenti e ritardi nei progetti hanno ritardato l'esecuzione degli stessi entro i tempi previsti così in molte aree urbane della Ruhr tratti di ferrovia metropolitana sono in esercizio parallelamente a tratti di tranvia classica. La rete tranviaria di Colonia dovrebbe restare anche in futuro in forma ibrida, in cui conviveranno ancora tram a pianale ribassato e carrozze di ferrovia metropolitana a pavimento alto per i collegamenti con la rete di Bonn.
Le ferrovie metropolitane di prima generazione sono interessate da un costante rinnovo e da una ricostruzione dei tratti ferroviari, a Bielefeld e Friburgo in Brisgovia il che comporta l'acquisizione o l'utilizzo condiviso di tratti ferroviari e ferrovie regionali con caratteristiche delle moderne ferrovie metropolitane; il primo esempio è quello del 1992 a Karlsruhe.
Il concetto di trazione mista impiegato a Karlsruhe (definito dagli esperti modello di Karlsruhe) è definito Tram-Train (tram-treno), mentre viene definito Train-Tram il rotabile ferroviario che impiega la ferrovia metropolitana (stadtbahn) cittadina o l'infrastruttura della rete tranviaria o metrotranviaria.

## Reti esistenti
- Stadtbahn di Bielefeld
- Stadtbahn di Bochum
- Stadtbahn di Bonn
- Stadtbahn di Colonia
- Stadtbahn di Dortmund
- Stadtbahn di Düsseldorf
- Stadtbahn di Duisburg
- Stadtbahn di Essen
- Stadtbahn di Francoforte sul Meno
- Stadtbahn di Hannover
- Stadtbahn di Karlsruhe
- Stadtbahn di Stoccarda